# Bredinskij rajon
Il Bredinskij rajon (in russo Брединский район?) è un rajon dell'oblast' di Čeljabinsk, nella Siberia occidentale. Istituito nel 1926, il suo capoluogo è Bredy.